# Kutre Dulecha
Kutre Dulecha (22 agosto 1978) è un'ex mezzofondista e maratoneta etiope.

## Palmarès

### Mondiali
- 1 medaglia:
  - 1 bronzo (Siviglia 1999 nei 1500 m)

### Mondiali indoor
- 1 medaglia:
  - 1 oro (Budapest 2004 nei 1500 m)

### Mondiali di corsa campestre
- 2 medaglie:
  - 1 oro (Vilamoura 2000 nella corsa breve)
  - 1 bronzo (Marrakech 1998 nella corsa breve)

### Grand Prix Final
- 1 medaglia:
  - 1 argento (Doha 2000 nei 1500 m)

### Giochi panafricani
- 4 medaglie:
  - 3 ori (Harare 1995 nei 1500 m; Johannesburg 1999 nei 1500 m; Abuja 2003 nei 1500 m)
  - 1 bronzo (Harare 1995 negli 800 m)

### Mondiali juniores
- 2 medaglie:
  - 1 oro (Sydney 1996 nei 1500 m)
  - 1 bronzo (Lisbona 1994 negli 800 m)

## Campionati nazionali
1999
- Oro ai campionati etiopi, 800 m piani - 2'02"47
- Oro ai campionati etiopi, 1500 m piani - 4'12"12

2004
- 5ª ai campionati etiopi, 800 m piani - 2'13"0

## Altre competizioni internazionali
1997
- Oro al Campaccio ( San Giorgio su Legnano) - 21'38"

2002
- Bronzo alla Doha 10 km ( Doha) - 32'29"

2005
- Oro alla Maratona di Amsterdam ( Amsterdam) - 2h30'06"
- 5ª alla Maratona di Amburgo ( Amburgo) - 2h32'29"
- Argento alla City-Pier-City Loop ( L'Aia) - 1h10'54"

2006
- 14ª alla Maratona di Boston ( Boston) - 2h37'08"
- 6ª alla Maratona di Francoforte ( Francoforte sul Meno) - 2h33'54"

2007
- 8ª alla Dam tot Damloop ( Amsterdam), 10 miglia - 57'27"